# Џон Колинс (математичар)
Џон Колинс (25. март 1625 — 10. новембар 1683) био је енглески математичар. Он је најпознатији по својој богатој кореспонденцији са водећим научницима и математичарима, као што су Ђовани Алфонсо Борели, Готфрид Лајбниц, Исак Њутн и Џон Валс. Његова преписка даје детаље многих открића и догађаја у његовом времену и показује своју активност као "таблоидну".

## Биографија
Он је био син неконформистичког министра, а рођен је у Вуд Итону у Оксфордширу, 5. марта 1625. Био је шегрт Томасу Алану од своје шеснаесте године. Алан је био продавац књига, живео је изван Турл капије у Оксфорду. Алан је терао Колинса да напусти трговину због невоља тог времена и на његово место довео Џона Мара, чиновника кухиње Принца од Велса. Од њега је изведена нека инструкција из математике, али га је избијање Првог енглеског грађанског рата довело на море седам година, 16421—649, од којих је највише провео на броду као енглески трговац, који је ангажован од стране Млечана на ратном броду у својој одбрани Кандиа против Турака.
Он је посветио своје слободно време студијама математике и трговачким рачунима, а по изласку из службе постављен је као наставник у Лондону. Године 1652. објавио је Увод у трговачке рачуне, првобитно сачињену за потребу његових ученика. Прештампан је 1665, највећи део утиска је страдао у великом пожару у Лондону, али је замењен новим издањем 1674. године. Он је написао Сектор Квадранта, односно расправу која садржи опис и употребу три и више квадранта. Такође, написао је и додатак у вези са претходним радом Одбијање од стакла без обзира на положај (Лондон, 1658) и Опис и употреба генералног квадранта са хоризонталном инвертованом пројекцијом (1658). Године 1659. се појавила његова књига Геометријско бирање, или повезивање изведено од стране само линије тетиве и Морнарова обична лествица нова жалба, расправа за морнарицу о навигацији за источно индијске компаније. То је добро прихваћено и постала је уџбеник за студенте за навигацију у Христовој цркви и болници.
Након рестаурације, Колинс је сукцесивно постављен за рачуновођу за акцизе, па рачуновођу и секретара већа. Као менаџер отишао је кући у Френчурч улицу, где је размишљао о отварању продавнице канцеларијског материјала, и надао се "да ће се бавити штампањем књиге", укључујући и неке које је планирао да пише, "посебно неке о савременом унапређењу математичке науке, и преглед најбољих аутора те врсте". Није, међутим, успео да реализује план без последица. Као неуспех његових аргумената, против питању калаја, његова фирма је затворена, а он је затим радо прихватио мали посао као рачуновођа у Краљевској рибарској компанији.
Он је у марту 1669. одбио понуду од надзорног генерала у Ирској, господина Џејмса Шена, а отприлике у исто време оженио се једном од две кћери Вилијама Остена, главног кувара Чарлса II. Како је његова породица повећана, његова средства за живот постала су све више и више несигурнија. Он је почео да се бави послом рачуноводства.
Неколико његових списа сведоче о његовом познанству са током трговине и интереса у јавним питањима. Он је објавио 1680. године дело Молба за доношење ирске стоке, и задржавање рибе од странаца, заједно са скромним говором почаствованим члановима парламента земаља Корнвела и Девона, о напредовању калаја, рибарству и разних произвођача и 1682. малу расправу под називом Со и рибарство, у којој је показао на неколико начина припремања соли у Енглеској и иностранству, хватање рибе, усољавање и спремање рибе и меса, уз предлоге за олакшице за раднике у соланама.
Колинс је умро 10. новембра 1683, у свом стану у Герлик Хилу, у Лондону, од астме и туберкулозе, с сахрањен је у жупној цркви Светог Џејма.

## Посао
Проширено издање његове Доктрине децималне аритметике, чија припрема га је заокупирала годину дана пре смрти, појавило се 1685. Оно је првобитно било штампано 1664. на четврт листа за ношење у кожној футроли. Његова Arithmetic in whole Numbers and Fractions, both Vulgar and Decimal, with Tables for the Forbearance and Rebate of Money, објављена је од стране Томаса Планта 1688. године.
Колинс је изабран за члана Краљевског друштва 24. октобра 1667. године, а 11. новембра исте године саопштено је излагање о теореми од стране језуита Жака де Билиа. Својим делима An Account concerning the Resolution of Equations in Numbers и Решење о графичком проблему он је допринео развоју и истраживању скоријих побољшања алгебри реализованих у Енглеској; док је писмо написано за Џона Валса, 3. октобра 1682, пренео друштву 20. маја 1684. Ово је замишљено као увод у формалну расправу о алгебри, која никада није написана.
Помогао је напредовању многих значајних издања. Због њега је штампана Исак Барова Оптика или геометријска предавања, као и његова издања Аполонијуса и Архимеда; Керсејева Алгебра, Томас Бранкеров превод Ронијусове Алгебре и Валсова Историја Алгебре. Он је имао активну улогу у делу Џеремија Хорокова Astronomical Remains through the press.

## Завештање
Око двадесет пет година након Колинсове смрти његове књиге и радови дошли у посед Вилијама Џонса. Међу њима је и обимна преписка са Њутном, Лајбницом, Грегоријем, Барововим, Џоном Фламстидом, Валцом, Слушисом, и другима. Године 1712, по налогу Краљевског друштва одабран је и објављен Commercium Epistolicum са материјалом релевантним за приоритет Њутна над Лајбницом за откриће инфинитезималног рачуна; примерци резултата из употребе флукционалне методе су пренети 20. јула 1669. преко Барова до Колинса, и због њега је постао познат нашироко.